# Конахт
Конахт (на английски: Connacht; на ирландски: Connachta, изговаря се Конахта) е една от четирите провинции на Ирландия. Разположена е в северозападната част на Ирландия. Площ 17 713,18 km². Население 503 083 жители към 2006 г. Най-големият град в провинцията е Голуей. Петте графства на Конахт са:
- Голуей
- Лийтрим
- Мейо
- Роскомън
- Слайгоу